# Metalium
Metalium – niemiecka grupa muzyczna wykonująca power metal.

## Dyskografia
Albumy studyjne
| Data wydania     | Tytuł                            | Wydawca     |
| ---------------- | -------------------------------- | ----------- |
| 25 czerwca 1999  | Millennium Metal: Chapter One    | Crash Music |
| 26 czerwca 2000  | State of Triumph: Chapter Two    | Pavement    |
| 25 lutego 2002   | Hero Nation: Chapter Three       | Massacre    |
| 29 marca 2004    | As One: Chapter Four             | Armageddon  |
| 25 kwietnia 2005 | Demons of Insanity: Chapter Five | Crash Music |
| 20 lutego 2007   | Nothing to Undo: Chapter Six     | Crash Music |
| 22 lutego 2008   | Incubus: Chapter Seven           | Massacre    |

DVD/Albumy koncertowe
| Data wydania     | Tytuł                   | Wydawca          |
| ---------------- | ----------------------- | ---------------- |
| październik 2001 | Metalian Attack Part I  | Locomotive Music |
| 19 maja 2006     | Metalian Attack Part II | Armageddon       |